# 사키모토 신스케
사키모토 신스케(일본어: 嵜本 晋輔, 1982년 4월 14일 ~ )는 일본의 전 축구 선수이다.

## 구단 경력
과거 감바 오사카에서 활동하였다.